# Jenkins (Minnesota)
Jenkins – miasto w Stanach Zjednoczonych, w stanie Minnesota, w hrabstwie Crow Wing.